# Jean-François-Aimé Dejean
Pour les autres membres de la famille, voir Dejean.
Jean François Aimé, comte Dejean (6 octobre 1749 à Castelnaudary - 12 mai 1824 à Paris), est un militaire français, général de la Révolution française, puis ministre de Napoléon Ier et sénateur du Premier Empire, qui finit sa carrière militaire et parlementaire (membre de la Chambre des pairs) sous la Restauration française.

## Biographie

### Ingénieur militaire
Jean-François-Aimé Dejean naquit à Castelnaudary, le 6 octobre 1749. Fils d'un subdélégué de l'intendance de Languedoc, il fut destiné par son père à l'état militaire. Ses premières études faites à l'École de Sorèze, il en sortit en 1766, pour entrer à l'École royale du génie de Mézières (promotion 1769), d'où il sortit avec le grade de lieutenant en second.
Employé dans plusieurs places fortes, le zèle et les connaissances étendues du jeune Dejean le firent bientôt employer comme ingénieur ordinaire, et ensuite comme ingénieur en chef, depuis 1781 jusqu'en 1791. Il était en Picardie au moment de la Révolution. Les guerres de la Révolution française allaient ouvrir à ses talents une carrière qu'il devait parcourir avec distinction. Chevalier de Saint-Louis, il fut nommé en 1791 commandant en second des gardes nationales de la Somme, puis membre de l'administration de ce département.

### Général de la Révolution française
Il servit sous Dumouriez (1792-1793), et donna sa démission de capitaine du génie à la nouvelle de la mort de Louis XVI ; mais la lettre de démission fut retirée par lui, en raison des revers éprouvés par l'armée au même moment. Il servait déjà en qualité de chef de bataillon à l'armée du Nord, lorsque sa brillante conduite, à la prise de la citadelle d'Anvers, le fit nommer en 1793 commandant du génie sous Pichegru et directeur des fortifications. En juin 1795, il obtint le grade de général de brigade pour récompense des services qu'il avait rendus aux attaques de Courtrai et de Ménin, ainsi qu'aux sièges de Nimègue (en) (18 brumaire an III) et d'Ypres (1794). Ce fut Dejean qui réunit secrètement en Hollande les bateaux et les agrès nécessaires pour tenter le passage du Rhin que Kléber effectua avec un succès complet dans la nuit du 5 au 6 septembre 1795, au-dessus de Düsseldorf. L'habileté et les talents qu'il déploya dans cette circonstance lui valurent le grade de général de division (10 octobre 1795).
De retour quelque temps après au quartier-général de l'armée du Nord, il en obtint (lorsque le général Beurnonville fut appelé à l'armée de Sambre-et-Meuse) le commandement en chef par intérim (avec celui des troupes franco-bataves), de septembre 1796 à septembre 1797. Il fut destitué, le 23 septembre 1797, pour avoir refusé d'associer son armée aux plaintes de l'armée d'Italie contre les Conseils. Le général Dejean fut mis immédiatement à la réforme. Il fut réintégré l'année suivante, sur la demande du comité des fortifications, dans ses fonctions d'inspecteur-général des fortifications.

### Ministre de NapoléonIer
Nommé conseiller d'État après la journée du 18 brumaire, le premier Consul lui confia plusieurs missions importantes qui le firent remarquer et comme administrateur et comme homme d'État. C'est ainsi qu'il fut successivement chargé de l'exécution de convention d'Alexandrie et de l'organisation du gouvernement de la République ligurienne. On lui confia, le 21 ventôse an X (12 mars 1802), la direction (ministère) de l'administration de la guerre, et le 21 août de l'année suivante, il fut élevé à la dignité de grand-trésorier de la Légion d'honneur. Choisi par Napoléon Ier en avril 1805 pour présider le collège électoral de la Somme, le même collège le porta comme candidat au Sénat conservateur.
Dejean fut créé comte de l'Empire le 1er juin 1808. En 1809, lors du débarquement des Anglais dans l'île de Walcheren, il se rendit à Anvers pour y organiser des moyens de résistance. Peu de temps après, Napoléon retira au comte Dejean le portefeuille de l'administration de la guerre, pour avoir demandé un budget plus élevé que celui qui lui était alloué. Cette disgrâce ne fut pourtant que momentanée, et Napoléon le nomma bientôt premier inspecteur du génie (25 octobre 1808, chargé de l'inspection générale en Hollande le 21 avril 1810) et membre du Sénat conservateur (5 février 1810). En 1812, il fut élu président à vie du collège électoral d'Indre-et-Loire. La même année le vit présider la commission militaire qui condamna à mort les généraux Malet, Lahorie et Guidal.
En avril 1814, il ne vote pas la déchéance de l'Empereur.

### Membre de laChambre des pairs
L'Empereur ayant abdiqué, le comte Dejean adhéra au gouvernement provisoire de 1814. Louis XVIII le nomma son commissaire extraordinaire dans la 11e division militaire (Bordeaux : il n'y fit qu'un court séjour), chevalier de Saint-Louis, « pair de France » (membre de la Chambre des pairs), gouverneur de l'École Polytechnique et président du comité de liquidation de l'arriéré. Au retour de Napoléon en 1815, le comte Dejean devint membre de la nouvelle Chambre des pairs ; il fut réintégré dans ses fonctions de premier inspecteur du génie, et remplit, en l'absence du comte Lacépède, celles de grand chancelier de la Légion d'honneur. Après la bataille de Waterloo, il se prononça énergiquement contre l'opinion de la plupart des généraux qui s'opposèrent à la défense de Paris. « Il est bien étonnant ! s'écria-t-il, que des hommes qui ont été si braves toute leur vie montrent autant de faiblesse. »
À la seconde Restauration, l'ordonnance royale du 24 juillet 1815 le dépouilla de toutes ses fonctions, « mais il trouva dans l'estime et la reconnaissance de ses concitoyens la récompense des services qu'il avait rendus a l'État, et comme guerrier et comme administrateur » (Fastes de la Légion d'honneur). Cependant, il fut mis à la tête d'une subdivision militaire (10 décembre 1817), et rétabli, sous le ministère de Gouvion-Saint-Cyr (gouvernement Dessolles), dans l'emploi de directeur-général des subsistances, qu'il conserva jusqu'à la fin de 1820, époque où l'affaiblissement de sa santé le força de donner sa démission (il fut alors remplacé par le comte Andréossy). Le 19 mars 1819, il fut compris dans la fournée de pairs créée par le ministère Decazes. Il siégea la Chambre haute, « où il ne cessa de donner de nouvelles preuves de ses talents, de son austère probité, et de l'activité de son zèle pour les intérêts de la France » (Fastes de la Légion d'honneur), parmi les défenseurs des libertés octroyées par la Charte de 1814.
Le comte Dejean fut admis à la retraite comme inspecteur général du génie, le 19 septembre 1821. Victime, en 1823, d'une attaque d'apoplexie (congestion cérébrale), il fut frappé d'hémiplégie (il eut le côté droit de son corps paralysé). Le comte Dejean mourut dans sa soixante-quinzième année, le 12 mai 1824, à Paris, en l'Hôtel Bochart de Saron (17, de la rue de l'Université). Il fut inhumé au cimetière du Père-Lachaise (40e division), Paris XXe.

## État de service
- Ingénieur (1770) ;
- Capitaine (1777) ;
- Ingénieur en chef (1781) ;
- Chef de brigade aux sièges du fort de l'Écluse (30 juillet - 25 août 1794) puis de Venloo (octobre 1794) ;
- Général de brigade (juin 1795) ;
- Général de division (1795) ;

## Vie familiale

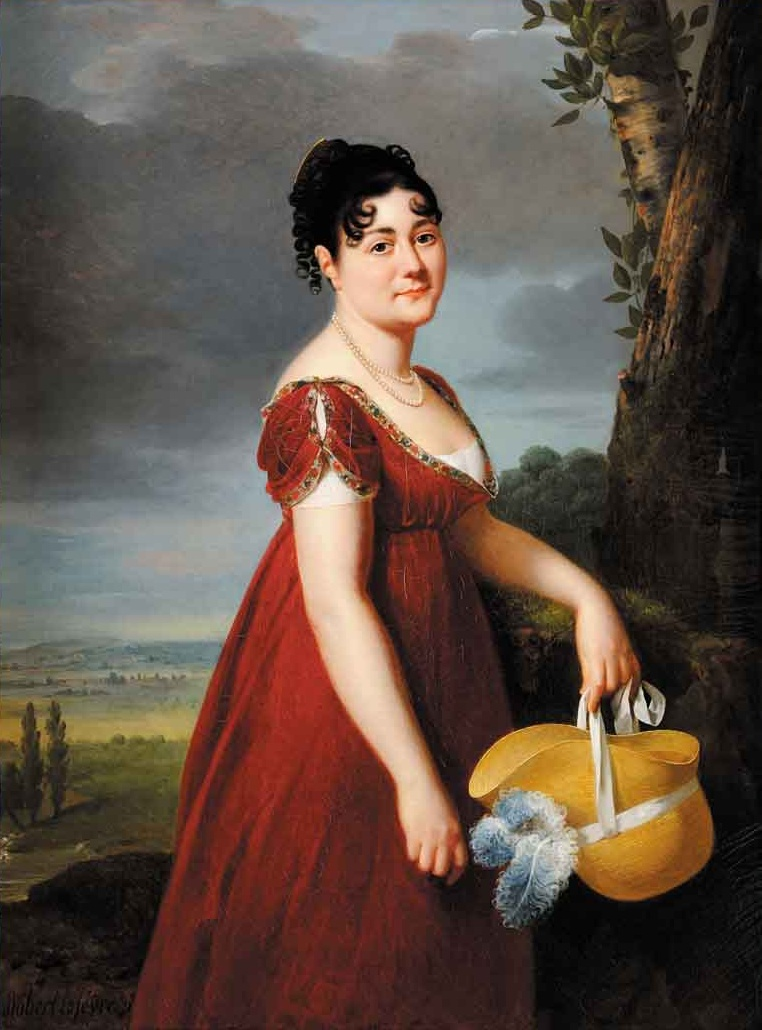
Portrait d'Aurore Barthélémy, 2e épouse du général Dejean, par Robert Lefèvre

Jean François Aimé était le fils cadet de Jean-Pierre « de Déjean » (1699-1754), maire perpétuel de Castelnaudary, premier président au siège royal de Lauragais, subdélégué de l'intendance de Languedoc et de Marie de Fabry. Sa sœur aînée, Antoinette (1746-1776), avait épousé Louis de Cazals (1731-1782), directeur du « Canal de communications des mers », dont elle eut le général-baron Louis-Joseph Elisabeth Cazals (1774-1813) ; tandis que son frère François-André Dejean (it) (né en 1748), fut évêque d'Asti (1809-1814).
Dejean épousa, en 1779, Alexandrine Marie Élisabeth Le Boucher d'Ailly ( ✝ 1782), fille de Jacques Nicolas Le Boucher d'Ailly (1698-1776), seigneur de Richemont, conseiller du Roi, maire et commandant d'Abbeville.

Veuf il convola en secondes noces, le 19 octobre 1801 (il a 52 ans), avec Aurore Barthélémy (1777-1858), de 28 ans sa cadette. Le 17 juillet suivant, Auguste unique fils du premier mariage de Jean François Aimé, épouse Adèle Barthélémy (1786-1872), sœur de sa belle-mère ! Un jour Napoléon interpella son ministre de l'Administration de la guerre et, lui parlant de son second mariage et de celui de son fils lui dit : 

« Est-ce bien catholique ce que vous avez fait là ? »

 Et Dejean de lui rétorquer : 

«  Oui, sire ! Car nous n'avons fait que suivre l'exemple de Votre Majesté. L'impératrice Joséphine et sa fille Hortense n'ont-elles pas épousé deux frères Bonaparte : Napoléon et Louis ? »

- De ses deux unions Dejean avait eu :
  - (1er lit) Auguste (1780-1845), militaire et entomologiste marié le 17 juillet 1802 avec Adèle Barthélémy ( † 11 avril 1872- Versailles), dont :
    - Adèle Jeanne ( 23 mars 1803† 1860), mariée avec M. Ardène ;
    - Benjamin (1804 † 1885), 3e comte Dejean (1824), préfet de l'Aude (1830), préfet du Puy-de-Dôme (1832), conseiller d'État (1836), député de l'Aude (1837-1848), directeur de la police générale (1837), directeur général des Postes (1847) ;
    - Pierre Charles (1807 † 1872), vicomte Dejean, général et homme politique français, marié, le 24 avril 1834, avec Mathilde (vers 1815 † 9 avril 1905- Amiens), sœur de Marie-Hippolyte Gueilly 2e marquis de Rumigny, pair de France, et Marie-Théodore Gueilly, vicomte de Rumigny, ambassadeur. Pierre Charles et Mathilde eurent :
      - Jeanne Claire (1835 † 1875 ou 1876), mariée avec Victor Alfred Rey (Tué en 1859 à Magenta), lieutenant-colonel, dont postérité ;
      - Gabrielle (1837 † 1906), mariée avec Jean-Baptiste Alexandre Montaudon (14 février 1818- La Souterraine (Creuse) † 19 janvier 1899- Amiens (Somme)), général de division ;
      - Charles Benjamin Dieudonné François ( 18 février 1840- Arras † 1913), 4e comte Dejean, officier de cavalerie, marié le 24 janvier 1866 avec Jeanne Gouhier de Petiteville (1842 † 1893), dont :
        - Jeanne Marie Caroline (1868 † 1956), mariée en 1895 avec Robert de Sévelinges (1863 † 1932), dont postérité ;
        - Pierre Charles Marie (1869 † 1889)
        - François Marie Robert (1871 † 1949)
        - Raymond Alexandre Marie (né en 1873) ;

      - Lucie (1845 † 19 septembre 1874), mariée le 18 janvier 1869 avec Georges Gavard, officier, chevalier de la Légion d'honneur, entré dans les ordres ;

    - Dieudonné Marie Louis ( 17 août 1809† 14 mai 1881- Paris), baron Dejean, lieutenant-colonel, officier de la Légion d'honneur ;
    - Stéphanie Emma Élisabeth ( 22 février 1815† 1878), mariée avec Jacques-Alphonse Mahul ( 31 juillet 1795- Carcassonne † 25 août 1871- Château de Villardonnel), député de l'Aude (1831-1834, 1846-1848), maître des requêtes au Conseil d'État (1835), préfet de la Haute-Loire (1835-1837), puis du Vaucluse (1837-1840) et de la Haute-Garonne (1841), directeur général de la police (1840), dont postérité.

  - (2e lit) Aurore Mélanie ( 24 août 1802- Paris (27 bis, rue Voltaire, ex-rue Saint-Michel) ✝ 3 novembre 1890- Carcassonne), mariée avec Joseph Teisseire (1793-1858), maire de Carcassonne (1830-1831), député de l'Aude (1836 - 1839), préfet du Var (1840-1848), dont postérité ;
  - (2e lit) Aimé Napoléon dit « le vicomte Dejean » ( 17 mai 1804- Paris ✝ 1880) ;
  - Jeanne Laure (1806 ✝ 10 juillet 1861- Château de Fay-les-Etangs), mariée le 5 juin 1826 avec Camille Latache de Fay (✝ avant 1861) ;
  - (2e lit) Emma (1808 ✝20 novembre 1865), mariée en 1828 avec Eugène Milleret ;
  - (2e lit) Stéphanie ( 5 septembre 1810 ✝ 9 juin 1834), mariée avec M. Oudart, secrétaire des commandements de Louis-Philippe Ier.

## Titres

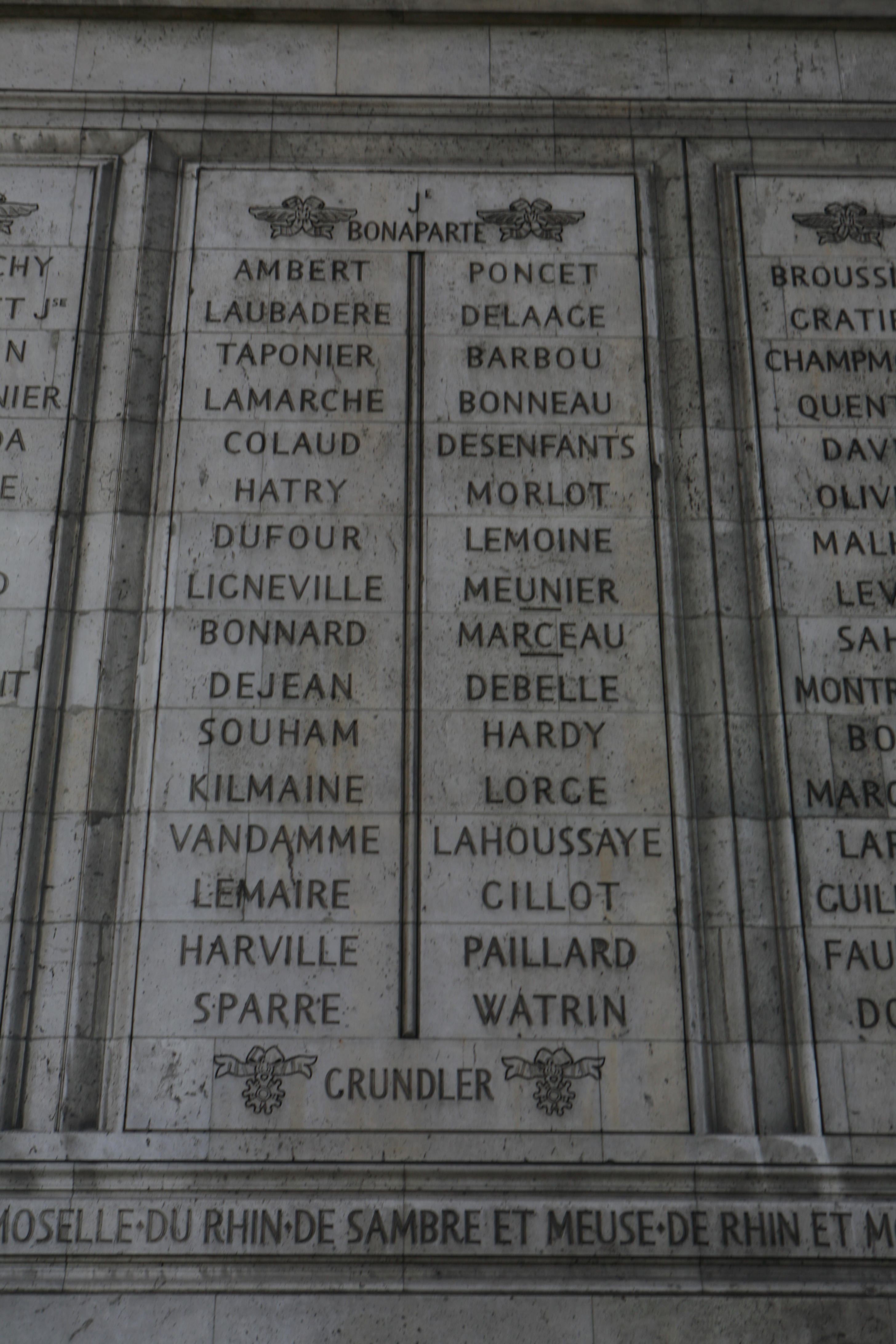
Noms gravés sous l'arc de triomphe de l'Étoile : pilier Nord, 5e et 6e colonnes.

- 1er Comte Dejean et de l'Empire (lettres patentes du 1er juin 1808, Bayonne[5]) ;
- Pair de France :
  - 4 juin 1814;
  - 2 juin 1815( 2 juin 1815: Cent-Jours, révoqué par l'ordonnance du 24 juillet 1815[6])
  - Baron-pair héréditaire ( 5 mars 1819, lettres patentes du 27 octobre 1819[6]).

## Distinctions
- Légion d'honneur :
  - Grand aigle de la Légion d'honneur (13 pluviôse an XIII[7]),
  - Grand-trésorier de l'Ordre (3 fructidor an XI : 21 août 1803) ;
  - Grand chancelier de l'Ordre (par intérim : Cent-Jours) ;
- Chevalier de Saint-Louis (1814).

## Armoiries
| Figure | Blasonnement |
|        | Armes du comte Dejean et de l'Empire (1er juin 1808) D'argent au griffon essorant de sable, au comble d'azur, chargé à senestre de deux étoiles et d'un croissant d'or, et à dextre du quartier des comtes ministres., - Livrées : amarante clair, blanc et jaune. |
|        | Armes des comtes Dejean, « pairs de France » (membres de la Chambre des pairs : barons-pairs héréditaires) D'argent, au griffon de sable; au chef d'azur, chargé d'un croissant d'or, accosté de 2 étoiles du même.,                                               |